# Anton Klingborg
Anton Klingborg (eller Albert), född 19 mars 1891 i Sigtuna, död 2 januari 1989 i Borlänge var en svensk friidrottare (hinderlöpning). Han tävlade för Södermalms IK och vann SM-guld på 3 000 meter hinder år 1914.